# Ligue Europa 2023-2024
Navigation
Édition 2022-2023 Édition 2024-2025
La Ligue Europa 2023-2024 est la 53e édition de la deuxième coupe européenne des clubs de football, la 13e sous le nom de Ligue Europa. Organisée par l'UEFA, la compétition est ouverte aux clubs de football des associations membres de l'UEFA, qualifiés en fonction de leurs bons résultats en championnat ou en coupe nationale.
La finale se déroule le 22 mai 2024 à la Dublin Arena en Irlande.
Le vainqueur de la Ligue Europa se qualifie pour la Supercoupe de l'UEFA 2024 ainsi que pour la Ligue des champions de l'UEFA 2024-2025.

## Désignation de la ville organisatrice de la finale

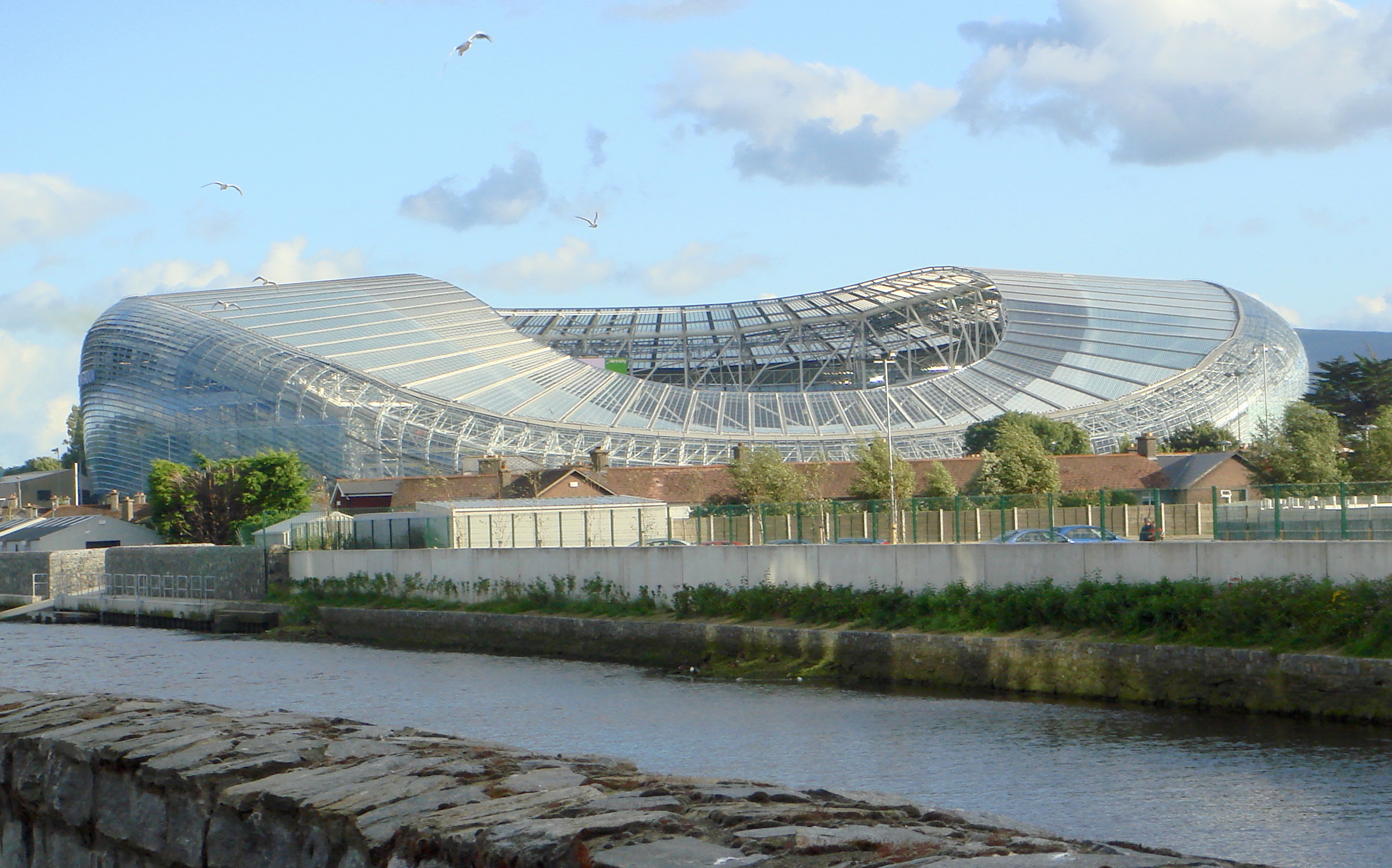
Le Dublin Arena, là ou se tiendra la finale de la 53ème édition de la Ligue Europa

Le 16 juillet 2021, le comité exécutif de l'UEFA annonce que la finale de la Ligue Europa 2023-2024 se déroulera  à la Dublin Arena en Irlande, site initialement retenu pour l'Euro 2020 avant de se voir retirer l'accueil en raison de la pandémie de Covid-19.

## Format
Le format de cette compétition est le suivant : 
- Une phase de qualification composée de deux tours de qualification, dont le dernier est dit de barrage. Les clubs sont séparés en deux séries de qualifications, l'une pour les champions nationaux (dite Voie des champions) et l'autre pour les non-champions. Les équipes éliminées de la Ligue des champions participent à chaque tour de cette phase.
- Une phase de groupes, qui consiste en huit mini-championnats de quatre équipes par groupe. Les deux premiers de chaque groupe poursuivent la compétition. En cas d'égalité de points entre deux ou plusieurs équipes, le classement est déterminé d'abord par la différence de points particulière entre les équipes à égalité puis la différence de buts particulière.
- Une phase finale composée de :
  - Un barrage additionnel (ou seizièmes de finale), en aller-retour, constitué des équipes classées deuxièmes de groupe et les équipes classées troisièmes de leur groupe en Ligue des champions.
  - Un tournoi à élimination directe, constituée des 8 premiers de la phase de groupes et des 8 vainqueurs du barrage d'après poules et décomposée en huitièmes de finale, quarts de finale, et demi-finales en aller-retour et d'une finale sur terrain neutre.

## Participants
57 équipes provenant des associations membres de l'UEFA participeront à la Ligue Europa 2023‑2024.
La liste d'accès est modifiée dans le cadre de l'évolution des compétitions interclubs de l’UEFA pour le cycle 2021-2024.
La participation des clubs russes aux compétitions interclubs de l'UEFA pour la saison 2023-2024 fait l'objet d'incertitudes en raison de l'invasion de l'Ukraine par la Russie en 2022 ; ils avaient été exclus de l'édition 2022-2023 pour ce motif,. La circulaire numéro 21 de l'UEFA publiée le 18 avril 2023 confirme l'approbation par le Comité exécutif le 4 avril 2023 d'une liste d'accès rééquilibrée en raison de la suspension des clubs russes.

### Nombre de places par association
La répartition pour la saison 2023-2024 est la suivante :
- Les associations aux places 1 à 5 du classement UEFA 2022 ont 2 clubs qualifiés
- Les associations aux places 6 à 16 ont 1 club qualifié
- 28 équipes éliminées de la Ligue des champions 2023-2024 sont repêchées dans cette compétition. Les équipes championnes de leur pays se rencontrent exclusivement entre elles lors de la phase de qualifications.
- Une place est attribuée en phase de groupes au vainqueur de la Ligue Europa Conférence 2023-2024. Si ce club est déjà qualifié pour la Ligue Europa ou la Ligue des champions, sa place est libérée et les équipes des associations les mieux classées dans les tours précédents seront promues en conséquence.

### Règles de distribution des places par association nationale
Les places attribuées par association nationale vont par ordre de priorité :
- à l'équipe vainqueur de la coupe nationale ;
- aux équipes les mieux classées dans les championnats nationaux et non qualifiées en Ligue des champions.

Cet ordre de priorité détermine le tour préliminaire d'entrée le plus tardif en qualifications et pour la phase de groupes de la Ligue Europa. Les vainqueurs des coupes nationales des associations classées aux six premières places du classement UEFA 2022 (Angleterre, Espagne, Italie, Allemagne, France et Portugal), le quatrième du championnat de l'association classée cinquième (France) et le cinquième du championnat des associations 1 à 4 (Angleterre, Espagne, Italie et Allemagne) sont directement qualifiés pour la phase de groupes.

### Clubs participants
| Barrages de la phase à élimination directe | Barrages de la phase à élimination directe | Barrages de la phase à élimination directe | Barrages de la phase à élimination directe | Barrages de la phase à élimination directe | Barrages de la phase à élimination directe | Barrages de la phase à élimination directe | Barrages de la phase à élimination directe | Barrages de la phase à élimination directe | Barrages de la phase à élimination directe | Barrages de la phase à élimination directe | Barrages de la phase à élimination directe | Barrages de la phase à élimination directe | Barrages de la phase à élimination directe | Barrages de la phase à élimination directe | Barrages de la phase à élimination directe |
| --- | --- | --- | --- | --- | --- | --- | --- | --- | --- | --- | --- | --- | --- | --- | --- |
| - 8 « troisièmes » repêchés de la phase de groupes de la Ligue des champions : - SL Benfica (82.000) - Chakhtar Donetsk (63.000) - Feyenoord Rotterdam (51.000) - AC Milan (50.000) - SC Braga (44.000) - BSC Young Boys (34.500) - Galatasaray SK (31.500) - RC Lens (12.232) | | | | | | | | | | | | | | | |
| Phase de groupes | | | | | | | | | | | | | | | |
| - West Ham United (50.000) Vainqueur de la Ligue Europa Conférence 2022-2023 - Liverpool FC (123.000) 5e d'Angleterre en 2022-2023 - Brighton & Hove Albion (21.914) 6e d'Angleterre en 2022-2023 - Villarreal CF (82.000) 5e d'Espagne en 2022-2023 - Real Betis (37.000) 6e d'Espagne en 2022-2023 - Atalanta Bergame (55.500) 5e d'Italie en 2022-2023 - AS Rome (97.000) 6e d'Italie en 2022-2023 - SC Fribourg (16.496) 5e d'Allemagne en 2022-2023 - Bayer Leverkusen (72.000) 6e d'Allemagne en 2022-2023 - Toulouse FC (12.232) Vainqueur de la Coupe de France 2022-2023 - Stade rennais FC (44.000) 4e de France en 2022-2023 - Sporting CP (52.500) 4e du Portugal en 2022-2023 | - West Ham United (50.000) Vainqueur de la Ligue Europa Conférence 2022-2023 - Liverpool FC (123.000) 5e d'Angleterre en 2022-2023 - Brighton & Hove Albion (21.914) 6e d'Angleterre en 2022-2023 - Villarreal CF (82.000) 5e d'Espagne en 2022-2023 - Real Betis (37.000) 6e d'Espagne en 2022-2023 - Atalanta Bergame (55.500) 5e d'Italie en 2022-2023 - AS Rome (97.000) 6e d'Italie en 2022-2023 - SC Fribourg (16.496) 5e d'Allemagne en 2022-2023 - Bayer Leverkusen (72.000) 6e d'Allemagne en 2022-2023 - Toulouse FC (12.232) Vainqueur de la Coupe de France 2022-2023 - Stade rennais FC (44.000) 4e de France en 2022-2023 - Sporting CP (52.500) 4e du Portugal en 2022-2023 | - West Ham United (50.000) Vainqueur de la Ligue Europa Conférence 2022-2023 - Liverpool FC (123.000) 5e d'Angleterre en 2022-2023 - Brighton & Hove Albion (21.914) 6e d'Angleterre en 2022-2023 - Villarreal CF (82.000) 5e d'Espagne en 2022-2023 - Real Betis (37.000) 6e d'Espagne en 2022-2023 - Atalanta Bergame (55.500) 5e d'Italie en 2022-2023 - AS Rome (97.000) 6e d'Italie en 2022-2023 - SC Fribourg (16.496) 5e d'Allemagne en 2022-2023 - Bayer Leverkusen (72.000) 6e d'Allemagne en 2022-2023 - Toulouse FC (12.232) Vainqueur de la Coupe de France 2022-2023 - Stade rennais FC (44.000) 4e de France en 2022-2023 - Sporting CP (52.500) 4e du Portugal en 2022-2023 | - West Ham United (50.000) Vainqueur de la Ligue Europa Conférence 2022-2023 - Liverpool FC (123.000) 5e d'Angleterre en 2022-2023 - Brighton & Hove Albion (21.914) 6e d'Angleterre en 2022-2023 - Villarreal CF (82.000) 5e d'Espagne en 2022-2023 - Real Betis (37.000) 6e d'Espagne en 2022-2023 - Atalanta Bergame (55.500) 5e d'Italie en 2022-2023 - AS Rome (97.000) 6e d'Italie en 2022-2023 - SC Fribourg (16.496) 5e d'Allemagne en 2022-2023 - Bayer Leverkusen (72.000) 6e d'Allemagne en 2022-2023 - Toulouse FC (12.232) Vainqueur de la Coupe de France 2022-2023 - Stade rennais FC (44.000) 4e de France en 2022-2023 - Sporting CP (52.500) 4e du Portugal en 2022-2023 | - West Ham United (50.000) Vainqueur de la Ligue Europa Conférence 2022-2023 - Liverpool FC (123.000) 5e d'Angleterre en 2022-2023 - Brighton & Hove Albion (21.914) 6e d'Angleterre en 2022-2023 - Villarreal CF (82.000) 5e d'Espagne en 2022-2023 - Real Betis (37.000) 6e d'Espagne en 2022-2023 - Atalanta Bergame (55.500) 5e d'Italie en 2022-2023 - AS Rome (97.000) 6e d'Italie en 2022-2023 - SC Fribourg (16.496) 5e d'Allemagne en 2022-2023 - Bayer Leverkusen (72.000) 6e d'Allemagne en 2022-2023 - Toulouse FC (12.232) Vainqueur de la Coupe de France 2022-2023 - Stade rennais FC (44.000) 4e de France en 2022-2023 - Sporting CP (52.500) 4e du Portugal en 2022-2023 | - West Ham United (50.000) Vainqueur de la Ligue Europa Conférence 2022-2023 - Liverpool FC (123.000) 5e d'Angleterre en 2022-2023 - Brighton & Hove Albion (21.914) 6e d'Angleterre en 2022-2023 - Villarreal CF (82.000) 5e d'Espagne en 2022-2023 - Real Betis (37.000) 6e d'Espagne en 2022-2023 - Atalanta Bergame (55.500) 5e d'Italie en 2022-2023 - AS Rome (97.000) 6e d'Italie en 2022-2023 - SC Fribourg (16.496) 5e d'Allemagne en 2022-2023 - Bayer Leverkusen (72.000) 6e d'Allemagne en 2022-2023 - Toulouse FC (12.232) Vainqueur de la Coupe de France 2022-2023 - Stade rennais FC (44.000) 4e de France en 2022-2023 - Sporting CP (52.500) 4e du Portugal en 2022-2023 | - West Ham United (50.000) Vainqueur de la Ligue Europa Conférence 2022-2023 - Liverpool FC (123.000) 5e d'Angleterre en 2022-2023 - Brighton & Hove Albion (21.914) 6e d'Angleterre en 2022-2023 - Villarreal CF (82.000) 5e d'Espagne en 2022-2023 - Real Betis (37.000) 6e d'Espagne en 2022-2023 - Atalanta Bergame (55.500) 5e d'Italie en 2022-2023 - AS Rome (97.000) 6e d'Italie en 2022-2023 - SC Fribourg (16.496) 5e d'Allemagne en 2022-2023 - Bayer Leverkusen (72.000) 6e d'Allemagne en 2022-2023 - Toulouse FC (12.232) Vainqueur de la Coupe de France 2022-2023 - Stade rennais FC (44.000) 4e de France en 2022-2023 - Sporting CP (52.500) 4e du Portugal en 2022-2023 | - West Ham United (50.000) Vainqueur de la Ligue Europa Conférence 2022-2023 - Liverpool FC (123.000) 5e d'Angleterre en 2022-2023 - Brighton & Hove Albion (21.914) 6e d'Angleterre en 2022-2023 - Villarreal CF (82.000) 5e d'Espagne en 2022-2023 - Real Betis (37.000) 6e d'Espagne en 2022-2023 - Atalanta Bergame (55.500) 5e d'Italie en 2022-2023 - AS Rome (97.000) 6e d'Italie en 2022-2023 - SC Fribourg (16.496) 5e d'Allemagne en 2022-2023 - Bayer Leverkusen (72.000) 6e d'Allemagne en 2022-2023 - Toulouse FC (12.232) Vainqueur de la Coupe de France 2022-2023 - Stade rennais FC (44.000) 4e de France en 2022-2023 - Sporting CP (52.500) 4e du Portugal en 2022-2023 | - 4 champions repêchés des barrages de la Ligue des champions : - Molde FK (24.000) - Maccabi Haïfa (13.000) - AEK Athènes (11.000) - Raków Częstochowa (5.000) - 2 non-champions repêchés des barrages de la Ligue des champions : - Panathinaïkos (5.045) - Rangers FC (54.000) - 4 non-champions repêchés du 3e tour de qualification de la Ligue des champions : - Olympique de Marseille (33.000) - Sturm Graz (12.500) - TSC Bačka Topola (6.475) - Servette FC (6.335) | - 4 champions repêchés des barrages de la Ligue des champions : - Molde FK (24.000) - Maccabi Haïfa (13.000) - AEK Athènes (11.000) - Raków Częstochowa (5.000) - 2 non-champions repêchés des barrages de la Ligue des champions : - Panathinaïkos (5.045) - Rangers FC (54.000) - 4 non-champions repêchés du 3e tour de qualification de la Ligue des champions : - Olympique de Marseille (33.000) - Sturm Graz (12.500) - TSC Bačka Topola (6.475) - Servette FC (6.335) | - 4 champions repêchés des barrages de la Ligue des champions : - Molde FK (24.000) - Maccabi Haïfa (13.000) - AEK Athènes (11.000) - Raków Częstochowa (5.000) - 2 non-champions repêchés des barrages de la Ligue des champions : - Panathinaïkos (5.045) - Rangers FC (54.000) - 4 non-champions repêchés du 3e tour de qualification de la Ligue des champions : - Olympique de Marseille (33.000) - Sturm Graz (12.500) - TSC Bačka Topola (6.475) - Servette FC (6.335) | - 4 champions repêchés des barrages de la Ligue des champions : - Molde FK (24.000) - Maccabi Haïfa (13.000) - AEK Athènes (11.000) - Raków Częstochowa (5.000) - 2 non-champions repêchés des barrages de la Ligue des champions : - Panathinaïkos (5.045) - Rangers FC (54.000) - 4 non-champions repêchés du 3e tour de qualification de la Ligue des champions : - Olympique de Marseille (33.000) - Sturm Graz (12.500) - TSC Bačka Topola (6.475) - Servette FC (6.335) | - 4 champions repêchés des barrages de la Ligue des champions : - Molde FK (24.000) - Maccabi Haïfa (13.000) - AEK Athènes (11.000) - Raków Częstochowa (5.000) - 2 non-champions repêchés des barrages de la Ligue des champions : - Panathinaïkos (5.045) - Rangers FC (54.000) - 4 non-champions repêchés du 3e tour de qualification de la Ligue des champions : - Olympique de Marseille (33.000) - Sturm Graz (12.500) - TSC Bačka Topola (6.475) - Servette FC (6.335) | - 4 champions repêchés des barrages de la Ligue des champions : - Molde FK (24.000) - Maccabi Haïfa (13.000) - AEK Athènes (11.000) - Raków Częstochowa (5.000) - 2 non-champions repêchés des barrages de la Ligue des champions : - Panathinaïkos (5.045) - Rangers FC (54.000) - 4 non-champions repêchés du 3e tour de qualification de la Ligue des champions : - Olympique de Marseille (33.000) - Sturm Graz (12.500) - TSC Bačka Topola (6.475) - Servette FC (6.335) | - 4 champions repêchés des barrages de la Ligue des champions : - Molde FK (24.000) - Maccabi Haïfa (13.000) - AEK Athènes (11.000) - Raków Częstochowa (5.000) - 2 non-champions repêchés des barrages de la Ligue des champions : - Panathinaïkos (5.045) - Rangers FC (54.000) - 4 non-champions repêchés du 3e tour de qualification de la Ligue des champions : - Olympique de Marseille (33.000) - Sturm Graz (12.500) - TSC Bačka Topola (6.475) - Servette FC (6.335) | - 4 champions repêchés des barrages de la Ligue des champions : - Molde FK (24.000) - Maccabi Haïfa (13.000) - AEK Athènes (11.000) - Raków Częstochowa (5.000) - 2 non-champions repêchés des barrages de la Ligue des champions : - Panathinaïkos (5.045) - Rangers FC (54.000) - 4 non-champions repêchés du 3e tour de qualification de la Ligue des champions : - Olympique de Marseille (33.000) - Sturm Graz (12.500) - TSC Bačka Topola (6.475) - Servette FC (6.335) |
| Barrages | | | | | | | | | | | | | | | |
| - 6 champions repêchés du 3e tour de qualification de la Ligue des champions : - Dinamo Zagreb (55.000) - Slovan Bratislava (24.500) - Sparta Prague (14.000) - Olimpija Ljubljana (9.000) - KÍ Klaksvík (8.000) - Aris Limassol (4.895) | - 6 champions repêchés du 3e tour de qualification de la Ligue des champions : - Dinamo Zagreb (55.000) - Slovan Bratislava (24.500) - Sparta Prague (14.000) - Olimpija Ljubljana (9.000) - KÍ Klaksvík (8.000) - Aris Limassol (4.895) | - 6 champions repêchés du 3e tour de qualification de la Ligue des champions : - Dinamo Zagreb (55.000) - Slovan Bratislava (24.500) - Sparta Prague (14.000) - Olimpija Ljubljana (9.000) - KÍ Klaksvík (8.000) - Aris Limassol (4.895) | - 6 champions repêchés du 3e tour de qualification de la Ligue des champions : - Dinamo Zagreb (55.000) - Slovan Bratislava (24.500) - Sparta Prague (14.000) - Olimpija Ljubljana (9.000) - KÍ Klaksvík (8.000) - Aris Limassol (4.895) | - 6 champions repêchés du 3e tour de qualification de la Ligue des champions : - Dinamo Zagreb (55.000) - Slovan Bratislava (24.500) - Sparta Prague (14.000) - Olimpija Ljubljana (9.000) - KÍ Klaksvík (8.000) - Aris Limassol (4.895) | - 6 champions repêchés du 3e tour de qualification de la Ligue des champions : - Dinamo Zagreb (55.000) - Slovan Bratislava (24.500) - Sparta Prague (14.000) - Olimpija Ljubljana (9.000) - KÍ Klaksvík (8.000) - Aris Limassol (4.895) | - 6 champions repêchés du 3e tour de qualification de la Ligue des champions : - Dinamo Zagreb (55.000) - Slovan Bratislava (24.500) - Sparta Prague (14.000) - Olimpija Ljubljana (9.000) - KÍ Klaksvík (8.000) - Aris Limassol (4.895) | - 6 champions repêchés du 3e tour de qualification de la Ligue des champions : - Dinamo Zagreb (55.000) - Slovan Bratislava (24.500) - Sparta Prague (14.000) - Olimpija Ljubljana (9.000) - KÍ Klaksvík (8.000) - Aris Limassol (4.895) | - Ajax Amsterdam (89.000) 3e des Pays-Bas en 2022-2023 - LASK (36.000) 3e d'Autriche en 2022-2023 - Aberdeen FC (8.000) 3e d'Écosse en 2022-2023 - FK Čukarički (6.475) 3e de Serbie en 2022-2023 - Zorya Louhansk (16.000) 3e d'Ukraine 2022-2023 - Union saint-gilloise (19.000) 3e de Belgique 2022-2023, - FC Lugano (6.335) 3e de Suisse en 2022-2023 , | - Ajax Amsterdam (89.000) 3e des Pays-Bas en 2022-2023 - LASK (36.000) 3e d'Autriche en 2022-2023 - Aberdeen FC (8.000) 3e d'Écosse en 2022-2023 - FK Čukarički (6.475) 3e de Serbie en 2022-2023 - Zorya Louhansk (16.000) 3e d'Ukraine 2022-2023 - Union saint-gilloise (19.000) 3e de Belgique 2022-2023, - FC Lugano (6.335) 3e de Suisse en 2022-2023 , | - Ajax Amsterdam (89.000) 3e des Pays-Bas en 2022-2023 - LASK (36.000) 3e d'Autriche en 2022-2023 - Aberdeen FC (8.000) 3e d'Écosse en 2022-2023 - FK Čukarički (6.475) 3e de Serbie en 2022-2023 - Zorya Louhansk (16.000) 3e d'Ukraine 2022-2023 - Union saint-gilloise (19.000) 3e de Belgique 2022-2023, - FC Lugano (6.335) 3e de Suisse en 2022-2023 , | - Ajax Amsterdam (89.000) 3e des Pays-Bas en 2022-2023 - LASK (36.000) 3e d'Autriche en 2022-2023 - Aberdeen FC (8.000) 3e d'Écosse en 2022-2023 - FK Čukarički (6.475) 3e de Serbie en 2022-2023 - Zorya Louhansk (16.000) 3e d'Ukraine 2022-2023 - Union saint-gilloise (19.000) 3e de Belgique 2022-2023, - FC Lugano (6.335) 3e de Suisse en 2022-2023 , | - Ajax Amsterdam (89.000) 3e des Pays-Bas en 2022-2023 - LASK (36.000) 3e d'Autriche en 2022-2023 - Aberdeen FC (8.000) 3e d'Écosse en 2022-2023 - FK Čukarički (6.475) 3e de Serbie en 2022-2023 - Zorya Louhansk (16.000) 3e d'Ukraine 2022-2023 - Union saint-gilloise (19.000) 3e de Belgique 2022-2023, - FC Lugano (6.335) 3e de Suisse en 2022-2023 , | - Ajax Amsterdam (89.000) 3e des Pays-Bas en 2022-2023 - LASK (36.000) 3e d'Autriche en 2022-2023 - Aberdeen FC (8.000) 3e d'Écosse en 2022-2023 - FK Čukarički (6.475) 3e de Serbie en 2022-2023 - Zorya Louhansk (16.000) 3e d'Ukraine 2022-2023 - Union saint-gilloise (19.000) 3e de Belgique 2022-2023, - FC Lugano (6.335) 3e de Suisse en 2022-2023 , | - Ajax Amsterdam (89.000) 3e des Pays-Bas en 2022-2023 - LASK (36.000) 3e d'Autriche en 2022-2023 - Aberdeen FC (8.000) 3e d'Écosse en 2022-2023 - FK Čukarički (6.475) 3e de Serbie en 2022-2023 - Zorya Louhansk (16.000) 3e d'Ukraine 2022-2023 - Union saint-gilloise (19.000) 3e de Belgique 2022-2023, - FC Lugano (6.335) 3e de Suisse en 2022-2023 , | - Ajax Amsterdam (89.000) 3e des Pays-Bas en 2022-2023 - LASK (36.000) 3e d'Autriche en 2022-2023 - Aberdeen FC (8.000) 3e d'Écosse en 2022-2023 - FK Čukarički (6.475) 3e de Serbie en 2022-2023 - Zorya Louhansk (16.000) 3e d'Ukraine 2022-2023 - Union saint-gilloise (19.000) 3e de Belgique 2022-2023, - FC Lugano (6.335) 3e de Suisse en 2022-2023 , |
| Troisième tour de qualification | | | | | | | | | | | | | | | |
| Voie des champions - 10 champions repêchés du 2e tour de qualification de la Ligue des champions : - Qarabağ FK (25.000) - Ludogorets Razgrad (21.000) - Sheriff Tiraspol (19.500) - BATE Borisov (15.000) - FK Astana (14.000) - HJK Helsinki (11.000) - FK Žalgiris Vilnius (11.000) - HŠK Zrinjski Mostar (8.500) - Breiðablik Kópavogur (6.000) - BK Häcken (4.750) | Voie des champions - 10 champions repêchés du 2e tour de qualification de la Ligue des champions : - Qarabağ FK (25.000) - Ludogorets Razgrad (21.000) - Sheriff Tiraspol (19.500) - BATE Borisov (15.000) - FK Astana (14.000) - HJK Helsinki (11.000) - FK Žalgiris Vilnius (11.000) - HŠK Zrinjski Mostar (8.500) - Breiðablik Kópavogur (6.000) - BK Häcken (4.750) | Voie des champions - 10 champions repêchés du 2e tour de qualification de la Ligue des champions : - Qarabağ FK (25.000) - Ludogorets Razgrad (21.000) - Sheriff Tiraspol (19.500) - BATE Borisov (15.000) - FK Astana (14.000) - HJK Helsinki (11.000) - FK Žalgiris Vilnius (11.000) - HŠK Zrinjski Mostar (8.500) - Breiðablik Kópavogur (6.000) - BK Häcken (4.750) | Voie des champions - 10 champions repêchés du 2e tour de qualification de la Ligue des champions : - Qarabağ FK (25.000) - Ludogorets Razgrad (21.000) - Sheriff Tiraspol (19.500) - BATE Borisov (15.000) - FK Astana (14.000) - HJK Helsinki (11.000) - FK Žalgiris Vilnius (11.000) - HŠK Zrinjski Mostar (8.500) - Breiðablik Kópavogur (6.000) - BK Häcken (4.750) | Voie des champions - 10 champions repêchés du 2e tour de qualification de la Ligue des champions : - Qarabağ FK (25.000) - Ludogorets Razgrad (21.000) - Sheriff Tiraspol (19.500) - BATE Borisov (15.000) - FK Astana (14.000) - HJK Helsinki (11.000) - FK Žalgiris Vilnius (11.000) - HŠK Zrinjski Mostar (8.500) - Breiðablik Kópavogur (6.000) - BK Häcken (4.750) | Voie des champions - 10 champions repêchés du 2e tour de qualification de la Ligue des champions : - Qarabağ FK (25.000) - Ludogorets Razgrad (21.000) - Sheriff Tiraspol (19.500) - BATE Borisov (15.000) - FK Astana (14.000) - HJK Helsinki (11.000) - FK Žalgiris Vilnius (11.000) - HŠK Zrinjski Mostar (8.500) - Breiðablik Kópavogur (6.000) - BK Häcken (4.750) | Voie des champions - 10 champions repêchés du 2e tour de qualification de la Ligue des champions : - Qarabağ FK (25.000) - Ludogorets Razgrad (21.000) - Sheriff Tiraspol (19.500) - BATE Borisov (15.000) - FK Astana (14.000) - HJK Helsinki (11.000) - FK Žalgiris Vilnius (11.000) - HŠK Zrinjski Mostar (8.500) - Breiðablik Kópavogur (6.000) - BK Häcken (4.750) | Voie des champions - 10 champions repêchés du 2e tour de qualification de la Ligue des champions : - Qarabağ FK (25.000) - Ludogorets Razgrad (21.000) - Sheriff Tiraspol (19.500) - BATE Borisov (15.000) - FK Astana (14.000) - HJK Helsinki (11.000) - FK Žalgiris Vilnius (11.000) - HŠK Zrinjski Mostar (8.500) - Breiðablik Kópavogur (6.000) - BK Häcken (4.750) | Voie principale - 2 non-champions repêchés du 2e tour de qualification de la Ligue des champions : - KRC Genk (18.000) - SK Dnipro-1 (8.000) - Olympiakos (39.000) 3e de Grèce en 2022-2023 - Slavia Prague (52.000) Vainqueur de la Coupe de Tchéquie 2022-2023 | Voie principale - 2 non-champions repêchés du 2e tour de qualification de la Ligue des champions : - KRC Genk (18.000) - SK Dnipro-1 (8.000) - Olympiakos (39.000) 3e de Grèce en 2022-2023 - Slavia Prague (52.000) Vainqueur de la Coupe de Tchéquie 2022-2023 | Voie principale - 2 non-champions repêchés du 2e tour de qualification de la Ligue des champions : - KRC Genk (18.000) - SK Dnipro-1 (8.000) - Olympiakos (39.000) 3e de Grèce en 2022-2023 - Slavia Prague (52.000) Vainqueur de la Coupe de Tchéquie 2022-2023 | Voie principale - 2 non-champions repêchés du 2e tour de qualification de la Ligue des champions : - KRC Genk (18.000) - SK Dnipro-1 (8.000) - Olympiakos (39.000) 3e de Grèce en 2022-2023 - Slavia Prague (52.000) Vainqueur de la Coupe de Tchéquie 2022-2023 | Voie principale - 2 non-champions repêchés du 2e tour de qualification de la Ligue des champions : - KRC Genk (18.000) - SK Dnipro-1 (8.000) - Olympiakos (39.000) 3e de Grèce en 2022-2023 - Slavia Prague (52.000) Vainqueur de la Coupe de Tchéquie 2022-2023 | Voie principale - 2 non-champions repêchés du 2e tour de qualification de la Ligue des champions : - KRC Genk (18.000) - SK Dnipro-1 (8.000) - Olympiakos (39.000) 3e de Grèce en 2022-2023 - Slavia Prague (52.000) Vainqueur de la Coupe de Tchéquie 2022-2023 | Voie principale - 2 non-champions repêchés du 2e tour de qualification de la Ligue des champions : - KRC Genk (18.000) - SK Dnipro-1 (8.000) - Olympiakos (39.000) 3e de Grèce en 2022-2023 - Slavia Prague (52.000) Vainqueur de la Coupe de Tchéquie 2022-2023 | Voie principale - 2 non-champions repêchés du 2e tour de qualification de la Ligue des champions : - KRC Genk (18.000) - SK Dnipro-1 (8.000) - Olympiakos (39.000) 3e de Grèce en 2022-2023 - Slavia Prague (52.000) Vainqueur de la Coupe de Tchéquie 2022-2023 |

## Calendrier
| Nom                                                                    | Tirage au sort          | Date aller                        | Date retour                        | Équipes participantes         |
| ---------------------------------------------------------------------- | ----------------------- | --------------------------------- | ---------------------------------- | ----------------------------- |
| Tours de qualification (2023)                                          |                         |                                   |                                    |                               |
| Troisième tour de qualification                                        | 24 juillet à Nyon       | 10 août                           | 17 août                            | 14 (2 + 12)                   |
| Barrages                                                               | 7 août à Nyon           | 24 août                           | 31 août                            | 20 (7 + 7 + 6)                |
| Phase de groupes (2023)                                                |                         |                                   |                                    |                               |
| Journées 1 et 6 Journées 2 et 5 Journées 3 et 4                        | 1er septembre à Monaco  | 21 septembre 5 octobre 26 octobre | 14 décembre 30 novembre 9 novembre | 32 (10 + 12 + 10)             |
| Phase finale (2024)                                                    |                         |                                   |                                    |                               |
| Barrages de la phase à élimination directe                             | 18 décembre 2023 à Nyon | 15 février                        | 22 février                         | 16 (8 deuxièmes + 8 reversés) |
| Huitièmes de finale                                                    | 23 février à Nyon       | 7 mars                            | 14 mars                            | 16 (8 premiers + 8)           |
| Quarts de finale                                                       | 15 mars à Nyon          | 11 avril                          | 18 avril                           | 8                             |
| Demi-finale                                                            | 15 mars à Nyon          | 2 mai                             | 9 mai                              | 4                             |
| Finale                                                                 | 22 mai 2024 à Dublin    | 22 mai 2024 à Dublin              | 22 mai 2024 à Dublin               | 2                             |
| en italique : clubs repêchés de la Ligue des champions lors de ce tour |                         |                                   |                                    |                               |

## Phase qualificative

### Troisième tour de qualification
La phase qualificative se divise à ce moment-là en deux voies distinctes : la voie des Champions réservée aux champions nationaux et la voie principale. Ce tour voit l'entrée en lice, pour la voie des Champions, des dix perdants de la voie des Champions du deuxième tour de qualification de la Ligue des champions ; le tirage au sort a la particularité de ne pas avoir de têtes de série pour cette voie. La voie principale voit l'entrée des vainqueurs des Coupes nationales des associations classées de la 15e à la 16e place au classement UEFA, auxquels s'ajoutent les deux perdants de la voie de la Ligue du deuxième tour de qualification de la Ligue des champions, pour un total respectif de dix et quatre équipes. Les clubs d'une même association ne peuvent pas se rencontrer. Les vainqueurs de ce tour se qualifient pour les barrages. Dans le même temps, les perdants sont reversés en barrages de la Ligue Europa Conférence.
| Équipe              | Aller           | Total           | Retour          | Équipe               |
| Voie principale     | Voie principale | Voie principale | Voie principale | Voie principale      |
| ------------------- | --------------- | --------------- | --------------- | -------------------- |
| Olympiakos          | 1 - 0           | 2 - 1           | 1 - 1           | KRC Genk             |
| Slavia Prague       | 3 - 0           | 4 - 1           | 1 - 1           | SK Dnipro-1          |
| Voie des Champions  |                 |                 |                 |                      |
| FK Žalgiris Vilnius | 1 - 3           | 1 - 8           | 0 - 5           | BK Häcken            |
| Qarabağ FK          | 2 - 1           | 4 - 2           | 2 - 1           | HJK Helsinki         |
| HŠK Zrinjski Mostar | 6 - 2           | 6 - 3           | 0 - 1           | Breiðablik Kópavogur |
| Sheriff Tiraspol    | 5 - 1           | 7 - 3           | 2 - 2           | BATE Borisov         |
| FK Astana           | 2 - 1           | 3 - 6           | 1 - 5           | Ludogorets Razgrad   |

### Barrages
Ce tour voit l'entrée en lice des vainqueurs des Coupe nationales des associations classées de la 7e à la 14e place au classement UEFA, auxquels s'ajoutent les sept vainqueurs du troisième tour de qualification et les six perdants du troisième tour de qualification de la voie des Champions de la Ligue des champions.
Il n'y a plus de séparation entre champions et non-champions lors de ce tour. Les dix vainqueurs de ce tour se qualifient pour la phase de groupes de la Ligue Europa tandis que les dix perdants sont reversés en phase de groupes de la Ligue Europa Conférence.
| Équipe               | Aller | Total | Retour | Équipe              |
| -------------------- | ----- | ----- | ------ | ------------------- |
| Slavia Prague        | 2 - 0 | 3 - 2 | 1 - 2  | Zorya Louhansk      |
| Olympiakos           | 3 - 1 | 6 - 1 | 3 - 0  | FK Čukarički        |
| Union saint-gilloise | 2 - 0 | 3 - 0 | 1 - 0  | FC Lugano           |
| Ludogorets Razgrad   | 1 - 4 | 2 - 4 | 1 - 0  | Ajax Amsterdam      |
| BK Häcken            | 2 - 2 | 5 - 3 | 3 - 1  | Aberdeen FC         |
| LASK                 | 2 - 1 | 3 - 2 | 1 - 1  | HŠK Zrinjski Mostar |
| KÍ Klaksvík          | 1 - 1 | 2 - 3 | 1 - 2  | Sheriff Tiraspol    |
| Olimpija Ljubljana   | 0 - 2 | 1 - 3 | 1 - 1  | Qarabağ FK          |
| Slovan Bratislava    | 2 - 1 | 3 - 7 | 2 - 6  | Aris Limassol       |
| Dinamo Zagreb        | 3 - 1 | 4 - 5 | 1 - 4  | Sparta Prague       |

## Phase de groupes
Athènes
AEK Athènes
Olympiakós
Panathinaïkós
Prague
Slavia Prague
Sparta Prague

### Format et tirage au sort
Le tirage au sort de la phase de groupes a lieu le 1er septembre 2023 à Monaco. Les trente-deux équipes participantes (le vainqueur de la Ligue Europa Conférence 2022-2023, 11 équipes provenant des 6 meilleures associations au classement UEFA, 10 vainqueurs des barrages, 4 équipes éliminées du troisième tour de qualification de la Ligue des champions et 6 équipes éliminées des barrages de la Ligue des champions) sont divisées en quatre chapeaux de huit équipes réparties en fonction de leur coefficient UEFA en 2022, et le vainqueur de la Ligue Europa Conférence 2022-2023 tête de série dans le chapeau 1,.
Celles-ci seront réparties en huit groupes de quatre équipes, avec comme restriction l'impossibilité pour deux équipes d'une même association de se rencontrer dans un groupe.
| Chapeau 1          | Chapeau 1 | Chapeau 2              | Chapeau 2 | Chapeau 3              | Chapeau 3 | Chapeau 4            | Chapeau 4 |
| ------------------ | --------- | ---------------------- | --------- | ---------------------- | --------- | -------------------- | --------- |
| West Ham United C4 | 50.000    | Sporting CP            | 52.500    | Molde FK Ch            | 24.000    | Toulouse FC C        | 12.232    |
| Liverpool FC       | 123.000   | Slavia Prague C        | 52.000    | Brighton & Hove Albion | 21.914    | AEK Athènes Ch       | 11.000    |
| AS Rome            | 97.000    | Stade rennais FC       | 44.000    | Sheriff Tiraspol Ch    | 19.500    | TSC Bačka Topola     | 6.475     |
| Ajax Amsterdam     | 89.000    | Olympiakos             | 39.000    | Union Saint-Gilloise   | 19.000    | Servette FC          | 6.335     |
| Villarreal CF      | 82.000    | Real Betis             | 37.000    | SC Fribourg            | 16.496    | Panathinaïkós        | 5.045     |
| Bayer Leverkusen   | 72.000    | LASK                   | 36.000    | Sparta Prague Ch       | 14.000    | Raków Częstochowa Ch | 5.000     |
| Atalanta Bergame   | 55.500    | Olympique de Marseille | 33.000    | Maccabi Haïfa Ch       | 13.000    | Aris Limassol Ch     | 4.895     |
| Rangers FC         | 54.000    | Qarabağ FK Ch          | 25.000    | Sturm Graz             | 12.500    | BK Häcken Ch         | 4.750     |

C4 : Vainqueur de la Ligue Europa Conférence
C : Vainqueur de la coupe nationale
 Ch : Champion national
- Qualifié pour les huitièmes de finale
- Qualifié pour les barrages de la phase à élimination directe
- Repêché pour les barrages de la phase à élimination directe de la Ligue Europa Conférence

### Matchs et classements
Légende des classements
- Qualifié pour les huitièmes de finale
- Qualifié pour les barrages de la phase à élimination directe
- Repêché pour les barrages de la phase à élimination directe de la Ligue Europa Conférence

Légende des résultats
- Victoire à domicile
- Match nul
- Victoire à l'extérieur

#### Critères de départage
Selon l'article 16.01 du règlement de la compétition, en cas d’égalité de points de plusieurs équipes à l'issue des matches de groupe, les critères suivants sont appliqués dans l'ordre indiqué pour établir leur classement :
1. plus grand nombre de points obtenus dans les matches de groupe disputés entre les équipes concernées ;
2. meilleure différence de buts dans les matches du groupe disputés entre les équipes concernées;
3. plus grand nombre de buts marqués dans les matches du groupe disputés entre les équipes concernées;
4. si, après l’application des critères 1 à 3, plusieurs équipes sont toujours à égalité, les critères 1 à 3 sont à nouveau appliqués exclusivement aux matches entre les équipes concernées afin de déterminer leur classement final. Si cette procédure ne donne pas de résultat, les critères 5 à 11 s’appliquent;
5. meilleure différence de buts dans tous les matches du groupe;
6. plus grand nombre de buts marqués dans tous les matches du groupe;
7. plus grand nombre de buts marqués à l’extérieur dans tous les matches du groupe;
8. plus grand nombre de victoires dans tous les matches du groupe;
9. plus grand nombre de victoires à l'extérieur dans tous les matches du groupe;
10. total le plus faible de points disciplinaires sur la base uniquement des cartons jaunes et des cartons rouges reçus durant tous les matches du groupe (carton rouge = 3 points, carton jaune = 1 point, expulsion pour deux cartons jaunes au cours d'un match = 3 points);
11. meilleur coefficient de club.

#### Groupe A
| Rang | Équipe           | Pts | J | G | N | P | Bp | Bc | Diff |  | Résultats (▼ dom., ► ext.) |     |     |     |     |
| ---- | ---------------- | --- | - | - | - | - | -- | -- | ---- |  | -------------------------- | --- | --- | --- | --- |
| 1    | West Ham United  | 15  | 6 | 5 | 0 | 1 | 10 | 4  | +6   |  | West Ham United            |     | 2-0 | 1-0 | 3-1 |
| 2    | SC Fribourg      | 12  | 6 | 4 | 0 | 2 | 17 | 7  | +10  |  | SC Fribourg                | 1-2 |     | 5-0 | 5-0 |
| 3    | Olympiakós       | 7   | 6 | 2 | 1 | 3 | 11 | 14 | -3   |  | Olympiakós                 | 2-1 | 2-3 |     | 5-2 |
| 4    | TSC Bačka Topola | 1   | 6 | 0 | 1 | 5 | 6  | 19 | -13  |  | TSC Bačka Topola           | 0-1 | 1-3 | 2-2 |     |

#### Groupe B
| Rang | Équipe                 | Pts | J | G | N | P | Bp | Bc | Diff |  | Résultats (▼ dom., ► ext.) |     |     |     |     |
| ---- | ---------------------- | --- | - | - | - | - | -- | -- | ---- |  | -------------------------- | --- | --- | --- | --- |
| 1    | Brighton & Hove Albion | 13  | 6 | 4 | 1 | 1 | 10 | 5  | +5   |  | Brighton & Hove Albion     |     | 1-0 | 2-0 | 2-3 |
| 2    | Olympique de Marseille | 11  | 6 | 3 | 2 | 1 | 14 | 10 | +4   |  | Olympique de Marseille     | 2-2 |     | 4-3 | 3-1 |
| 3    | Ajax Amsterdam         | 5   | 6 | 1 | 2 | 3 | 10 | 13 | -3   |  | Ajax Amsterdam             | 0-2 | 3-3 |     | 3-1 |
| 4    | AEK Athènes            | 4   | 6 | 1 | 1 | 4 | 6  | 12 | -6   |  | AEK Athènes                | 0-1 | 0-2 | 1-1 |     |

#### Groupe C
| Rang | Équipe        | Pts | J | G | N | P | Bp | Bc | Diff |  | Résultats (▼ dom., ► ext.) |     |     |     |     |
| ---- | ------------- | --- | - | - | - | - | -- | -- | ---- |  | -------------------------- | --- | --- | --- | --- |
| 1    | Rangers FC    | 11  | 6 | 3 | 2 | 1 | 8  | 6  | +2   |  | Rangers FC                 |     | 2-1 | 1-0 | 1-1 |
| 2    | Sparta Prague | 10  | 6 | 3 | 1 | 2 | 9  | 7  | +2   |  | Sparta Prague              | 0-0 |     | 1-0 | 3-2 |
| 3    | Real Betis    | 9   | 6 | 3 | 0 | 3 | 9  | 7  | +2   |  | Real Betis                 | 2-3 | 2-1 |     | 4-1 |
| 4    | Aris Limassol | 4   | 6 | 1 | 1 | 4 | 7  | 13 | -6   |  | Aris Limassol              | 2-1 | 1-3 | 0-1 |     |

#### Groupe D
| Rang | Équipe            | Pts | J | G | N | P | Bp | Bc | Diff |  | Résultats (▼ dom., ► ext.) |     |     |     |     |
| ---- | ----------------- | --- | - | - | - | - | -- | -- | ---- |  | -------------------------- | --- | --- | --- | --- |
| 1    | Atalanta Bergame  | 14  | 6 | 4 | 2 | 0 | 12 | 4  | +8   |  | Atalanta Bergame           |     | 1-1 | 1-0 | 2-0 |
| 2    | Sporting CP       | 11  | 6 | 3 | 2 | 1 | 10 | 6  | +4   |  | Sporting CP                | 1-2 |     | 3-0 | 2-1 |
| 3    | Sturm Graz        | 4   | 6 | 1 | 1 | 4 | 4  | 9  | -5   |  | Sturm Graz                 | 2-2 | 1-2 |     | 0-1 |
| 4    | Raków Częstochowa | 4   | 6 | 1 | 1 | 4 | 3  | 10 | -7   |  | Raków Częstochowa          | 0-4 | 1-1 | 0-1 |     |

#### Groupe E
| Rang | Équipe               | Pts | J | G | N | P | Bp | Bc | Diff |  | Résultats (▼ dom., ► ext.) |     |     |     |     |
| ---- | -------------------- | --- | - | - | - | - | -- | -- | ---- |  | -------------------------- | --- | --- | --- | --- |
| 1    | Liverpool FC         | 12  | 6 | 4 | 0 | 2 | 17 | 7  | +10  |  | Liverpool FC               |     | 5-1 | 2-0 | 4-0 |
| 2    | Toulouse FC          | 11  | 6 | 3 | 2 | 1 | 8  | 9  | -1   |  | Toulouse FC                | 3-2 |     | 0-0 | 1-0 |
| 3    | Union saint-gilloise | 8   | 6 | 2 | 2 | 2 | 5  | 8  | -3   |  | Union saint-gilloise       | 2-1 | 1-1 |     | 2-1 |
| 4    | LASK                 | 3   | 6 | 1 | 0 | 5 | 6  | 12 | -6   |  | LASK                       | 1-3 | 1-2 | 3-0 |     |

#### Groupe F
| Rang | Équipe           | Pts | J | G | N | P | Bp | Bc | Diff |  | Résultats (▼ dom., ► ext.) |     |     |     |     |
| ---- | ---------------- | --- | - | - | - | - | -- | -- | ---- |  | -------------------------- | --- | --- | --- | --- |
| 1    | Villarreal CF    | 13  | 6 | 4 | 1 | 1 | 9  | 7  | +2   |  | Villarreal CF              |     | 1-0 | 0-0 | 3-2 |
| 2    | Stade rennais FC | 12  | 6 | 4 | 0 | 2 | 13 | 6  | +7   |  | Stade rennais FC           | 2-3 |     | 3-0 | 3-1 |
| 3    | Maccabi Haïfa    | 5   | 6 | 1 | 2 | 3 | 3  | 9  | -6   |  | Maccabi Haïfa              | 1-2 | 0-3 |     | 0-0 |
| 4    | Panathinaïkós    | 4   | 6 | 1 | 1 | 4 | 7  | 10 | -3   |  | Panathinaïkós              | 2-0 | 1-2 | 1-2 |     |

#### Groupe G
| Rang | Équipe           | Pts | J | G | N | P | Bp | Bc | Diff |  | Résultats (▼ dom., ► ext.) |     |     |     |     |
| ---- | ---------------- | --- | - | - | - | - | -- | -- | ---- |  | -------------------------- | --- | --- | --- | --- |
| 1    | Slavia Prague    | 15  | 6 | 5 | 0 | 1 | 17 | 4  | +13  |  | Slavia Prague              |     | 2-0 | 4-0 | 6-0 |
| 2    | AS Rome          | 13  | 6 | 4 | 1 | 1 | 12 | 4  | +8   |  | AS Rome                    | 2-0 |     | 4-0 | 3-0 |
| 3    | Servette FC      | 5   | 6 | 1 | 2 | 3 | 4  | 13 | -9   |  | Servette FC                | 0-2 | 1-1 |     | 2-1 |
| 4    | Sheriff Tiraspol | 1   | 6 | 0 | 1 | 5 | 5  | 17 | -12  |  | Sheriff Tiraspol           | 2-3 | 1-2 | 1-1 |     |

#### Groupe H
| Rang | Équipe           | Pts | J | G | N | P | Bp | Bc | Diff |  | Résultats (▼ dom., ► ext.) |     |     |     |     |
| ---- | ---------------- | --- | - | - | - | - | -- | -- | ---- |  | -------------------------- | --- | --- | --- | --- |
| 1    | Bayer Leverkusen | 18  | 6 | 6 | 0 | 0 | 19 | 3  | +16  |  | Bayer Leverkusen           |     | 5-1 | 5-1 | 4-0 |
| 2    | Qarabağ FK       | 10  | 6 | 3 | 1 | 2 | 7  | 9  | -2   |  | Qarabağ FK                 | 0-1 |     | 1-0 | 2-1 |
| 3    | Molde FK         | 7   | 6 | 2 | 1 | 3 | 12 | 12 | 0    |  | Molde FK                   | 1-2 | 2-2 |     | 5-1 |
| 4    | BK Häcken        | 0   | 6 | 0 | 0 | 6 | 3  | 17 | -14  |  | BK Häcken                  | 0-2 | 0-1 | 1-3 |     |

## Phase finale
Lisbonne
SL Benfica
Sporting CP

Prague
Slavia Prague
Sparta Prague

### Barrages de la phase à élimination directe
Les deuxièmes de la phase de groupes de la Ligue Europa, rejoints par les huit équipes ayant terminé troisièmes de leur groupe en Ligue des champions, participent aux barrages de la phase à élimination directe de la Ligue Europa. Les huit premiers de la phase de groupes de la Ligue Europa, quant à eux, entament leur phase finale par les huitièmes de finale.
Deux équipes d'une même association nationale ne peuvent pas se rencontrer en barrage. Le tirage au sort a lieu le 18 décembre 2023 à Nyon.
| Groupe | 2e de groupe           | 3e de groupe de Ligue des champions |
| ------ | ---------------------- | ----------------------------------- |
| A      | SC Fribourg            | Galatasaray SK                      |
| B      | Olympique de Marseille | RC Lens                             |
| C      | Sparta Prague          | SC Braga                            |
| D      | Sporting CP            | SL Benfica                          |
| E      | Toulouse FC            | Feyenoord Rotterdam                 |
| F      | Stade rennais FC       | AC Milan                            |
| G      | AS Rome                | BSC Young Boys                      |
| H      | Qarabağ FK             | Chakhtar Donetsk                    |

| Équipe              | Aller | Total             | Retour   | Équipe                 |
| ------------------- | ----- | ----------------- | -------- | ---------------------- |
| Feyenoord Rotterdam | 1 - 1 | 2 - 2 (2 - 4 tab) | 1 - 1ap  | AS Rome                |
| AC Milan            | 3 - 0 | 5 - 3             | 2 - 3    | Stade rennais FC       |
| RC Lens             | 0 - 0 | 2 - 3             | 2 - 3 ap | SC Fribourg            |
| BSC Young Boys      | 1 - 3 | 2 - 4             | 1 - 1    | Sporting CP            |
| SL Benfica          | 2 - 1 | 2 - 1             | 0 - 0    | Toulouse FC            |
| SC Braga            | 2 - 4 | 5 - 6             | 3 - 2ap  | Qarabağ FK             |
| Galatasaray SK      | 3 - 2 | 4 - 6             | 1 - 4    | Sparta Prague          |
| Chakhtar Donetsk    | 2 - 2 | 3 - 5             | 1 - 3    | Olympique de Marseille |

### Huitièmes de finale
Les vainqueurs de la phase de groupes de la Ligue Europa, rejoints par les huit équipes vainqueures des barrages de la phase à élimination directe, participent aux huitièmes de finale de la Ligue Europa.
Deux équipes d'une même association nationale ne peuvent pas se rencontrer en huitièmes de finale. Cette restriction est levée ensuite à partir des quarts de finale. Le tirage aura lieu le 23 février 2024.
| Vainqueur de groupe             | Vainqueur des barrages |
| ------------------------------- | ---------------------- |
| West Ham United (Grp. A)        | AS Rome                |
| Brighton & Hove Albion (Grp. B) | AC Milan               |
| Rangers FC (Grp. C)             | SC Fribourg            |
| Atalanta Bergame (Grp. D)       | Sporting CP            |
| Liverpool FC (Grp. E)           | SL Benfica             |
| Villarreal CF (Grp. F)          | Qarabağ FK             |
| Slavia Prague (Grp. G)          | Sparta Prague          |
| Bayer Leverkusen (Grp. H)       | Olympique de Marseille |

| Équipe                 | Aller | Total  | Retour | Équipe                 |
| ---------------------- | ----- | ------ | ------ | ---------------------- |
| Sparta Prague          | 1 - 5 | 2 - 11 | 1 - 6  | Liverpool FC           |
| Olympique de Marseille | 4 - 0 | 5 - 3  | 1 - 3  | Villarreal CF          |
| AS Rome                | 4 - 0 | 4 - 1  | 0 - 1  | Brighton & Hove Albion |
| SL Benfica             | 2 - 2 | 3 - 2  | 1 - 0  | Rangers FC             |
| SC Fribourg            | 1 - 0 | 1 - 5  | 0 - 5  | West Ham United        |
| Sporting CP            | 1 - 1 | 2 - 3  | 1 - 2  | Atalanta Bergame       |
| AC Milan               | 4 - 2 | 7 - 3  | 3 - 1  | Slavia Prague          |
| Qarabağ FK             | 2 - 2 | 4 - 5  | 2 - 3  | Bayer Leverkusen       |

### Quarts de finale
| Équipe           | Aller | Total             | Retour   | Équipe                 |
| ---------------- | ----- | ----------------- | -------- | ---------------------- |
| AC Milan         | 0 - 1 | 1 - 3             | 1 - 2    | AS Rome                |
| Liverpool FC     | 0 - 3 | 1 - 3             | 1 - 0    | Atalanta Bergame       |
| Bayer Leverkusen | 2 - 0 | 3 - 1             | 1 - 1    | West Ham United        |
| SL Benfica       | 2 - 1 | 2 - 2 (2 - 4 tab) | 0 - 1 ap | Olympique de Marseille |

### Demi-finales
| Équipe                 | Aller | Total | Retour | Équipe           |
| ---------------------- | ----- | ----- | ------ | ---------------- |
| Olympique de Marseille | 1 - 1 | 1 - 4 | 0 - 3  | Atalanta Bergame |
| AS Rome                | 0 - 2 | 2 - 4 | 2 - 2  | Bayer Leverkusen |

### Finale
La finale se déroule le 22 mai 2024 à la Dublin Arena en Irlande.
| Équipe           | Score | Équipe           |
| ---------------- | ----- | ---------------- |
| Atalanta Bergame | 3 - 0 | Bayer Leverkusen |

### Tableau final
|  | Huitièmes de finale    | Huitièmes de finale    | Huitièmes de finale    | Huitièmes de finale    |                        |                        | Quarts de finale | Quarts de finale | Quarts de finale | Quarts de finale |  |  | Demi-finales | Demi-finales | Demi-finales | Demi-finales |  |  | Finale                             | Finale | Finale | Finale |
|  |                        |                        |                        |                        |                        |                        |                  |                  |                  |                  |  |  |              |              |              |              |  |  |                                    |        |        |        |
|  |                        |                        |                        |                        |                        |                        |                  |                  |                  |                  |  |  |              |              |              |              |  |  | 22 mai 2024 - Dublin Arena, Dublin |        |        |        |
|  | SL Benfica             | SL Benfica             | 2                      | 1                      |                        |                        |                  |                  |                  |                  |  |  |              |              |              |              |  |  |                                    |        |        |        |
|  | SL Benfica             | SL Benfica             | 2                      | 1                      |                        |                        |                  |                  |                  |                  |  |  |              |              |              |              |  |  |                                    |        |        |        |
|  | Rangers FC             | Rangers FC             | 2                      | 0                      |                        |                        |                  |                  |                  |                  |  |  |              |              |              |              |  |  |                                    |        |        |        |
|  | Rangers FC             | Rangers FC             | 2                      | 0                      | SL Benfica             | SL Benfica             | 2                | 0 ap(2)          |                  |                  |  |  |              |              |              |              |  |  |                                    |        |        |        |
|  |                        |                        |                        |                        | SL Benfica             | SL Benfica             | 2                | 0 ap(2)          |                  |                  |  |  |              |              |              |              |  |  |                                    |        |        |        |
|  |                        |                        | Olympique de Marseille | Olympique de Marseille | 1                      | 1 tab(4)               |                  |                  |                  |                  |  |  |              |              |              |              |  |  |                                    |        |        |        |
|  | Olympique de Marseille | Olympique de Marseille | Olympique de Marseille | Olympique de Marseille | 1                      | 1 tab(4)               | 4                | 1                |                  |                  |  |  |              |              |              |              |  |  |                                    |        |        |        |
|  | Olympique de Marseille | Olympique de Marseille |                        |                        |                        |                        |                  | 1                |                  |                  |  |  |              |              |              |              |  |  |                                    |        |        |        |
|  | Villarreal CF          | Villarreal CF          | 0                      | 3                      |                        |                        |                  |                  |                  |                  |  |  |              |              |              |              |  |  |                                    |        |        |        |
|  | Villarreal CF          | Villarreal CF          | 0                      | 3                      | Olympique de Marseille | Olympique de Marseille | 1                | 0                |                  |                  |  |  |              |              |              |              |  |  |                                    |        |        |        |
|  |                        |                        |                        |                        | Olympique de Marseille | Olympique de Marseille | 1                | 0                |                  |                  |  |  |              |              |              |              |  |  |                                    |        |        |        |
|  |                        |                        | Atalanta Bergame       | Atalanta Bergame       | 1                      | 3                      |                  |                  |                  |                  |  |  |              |              |              |              |  |  |                                    |        |        |        |
|  | Sparta Prague          | Sparta Prague          | Atalanta Bergame       | Atalanta Bergame       | 1                      | 3                      | 1                | 1                |                  |                  |  |  |              |              |              |              |  |  |                                    |        |        |        |
|  | Sparta Prague          | Sparta Prague          |                        |                        |                        |                        |                  | 1                |                  |                  |  |  |              |              |              |              |  |  |                                    |        |        |        |
|  | Liverpool FC           | Liverpool FC           | 5                      | 6                      |                        |                        |                  |                  |                  |                  |  |  |              |              |              |              |  |  |                                    |        |        |        |
|  | Liverpool FC           | Liverpool FC           | 5                      | 6                      | Liverpool FC           | Liverpool FC           | 0                | 1                |                  |                  |  |  |              |              |              |              |  |  |                                    |        |        |        |
|  |                        |                        |                        |                        | Liverpool FC           | Liverpool FC           | 0                | 1                |                  |                  |  |  |              |              |              |              |  |  |                                    |        |        |        |
|  |                        |                        | Atalanta Bergame       | Atalanta Bergame       | 3                      | 0                      |                  |                  |                  |                  |  |  |              |              |              |              |  |  |                                    |        |        |        |
|  | Sporting CP            | Sporting CP            | Atalanta Bergame       | Atalanta Bergame       | 3                      | 0                      | 1                | 1                |                  |                  |  |  |              |              |              |              |  |  |                                    |        |        |        |
|  | Sporting CP            | Sporting CP            |                        |                        |                        |                        |                  | 1                |                  |                  |  |  |              |              |              |              |  |  |                                    |        |        |        |
|  | Atalanta Bergame       | Atalanta Bergame       | 1                      | 2                      |                        |                        |                  |                  |                  |                  |  |  |              |              |              |              |  |  |                                    |        |        |        |
|  | Atalanta Bergame       | Atalanta Bergame       | 1                      | 2                      | Atalanta Bergame       | Atalanta Bergame       | 3                | 3                |                  |                  |  |  |              |              |              |              |  |  |                                    |        |        |        |
|  |                        |                        |                        |                        | Atalanta Bergame       | Atalanta Bergame       | 3                | 3                |                  |                  |  |  |              |              |              |              |  |  |                                    |        |        |        |
|  |                        |                        | Bayer Leverkusen       | Bayer Leverkusen       | 0                      | 0                      |                  |                  |                  |                  |  |  |              |              |              |              |  |  |                                    |        |        |        |
|  | AC Milan               | AC Milan               | Bayer Leverkusen       | Bayer Leverkusen       | 0                      | 0                      | 4                | 3                |                  |                  |  |  |              |              |              |              |  |  |                                    |        |        |        |
|  | AC Milan               | AC Milan               |                        |                        |                        |                        |                  | 3                |                  |                  |  |  |              |              |              |              |  |  |                                    |        |        |        |
|  | Slavia Prague          | Slavia Prague          | 2                      | 1                      |                        |                        |                  |                  |                  |                  |  |  |              |              |              |              |  |  |                                    |        |        |        |
|  | Slavia Prague          | Slavia Prague          | 2                      | 1                      | AC Milan               | AC Milan               | 0                | 1                |                  |                  |  |  |              |              |              |              |  |  |                                    |        |        |        |
|  |                        |                        |                        |                        | AC Milan               | AC Milan               | 0                | 1                |                  |                  |  |  |              |              |              |              |  |  |                                    |        |        |        |
|  |                        |                        | AS Rome                | AS Rome                | 1                      | 2                      |                  |                  |                  |                  |  |  |              |              |              |              |  |  |                                    |        |        |        |
|  | AS Rome                | AS Rome                | AS Rome                | AS Rome                | 1                      | 2                      | 4                | 0                |                  |                  |  |  |              |              |              |              |  |  |                                    |        |        |        |
|  | AS Rome                | AS Rome                |                        |                        |                        |                        |                  | 0                |                  |                  |  |  |              |              |              |              |  |  |                                    |        |        |        |
|  | Brighton & Hove Albion | Brighton & Hove Albion | 0                      | 1                      |                        |                        |                  |                  |                  |                  |  |  |              |              |              |              |  |  |                                    |        |        |        |
|  | Brighton & Hove Albion | Brighton & Hove Albion | 0                      | 1                      | AS Rome                | AS Rome                | 0                | 2                |                  |                  |  |  |              |              |              |              |  |  |                                    |        |        |        |
|  |                        |                        |                        |                        | AS Rome                | AS Rome                | 0                | 2                |                  |                  |  |  |              |              |              |              |  |  |                                    |        |        |        |
|  |                        |                        | Bayer Leverkusen       | Bayer Leverkusen       | 2                      | 2                      |                  |                  |                  |                  |  |  |              |              |              |              |  |  |                                    |        |        |        |
|  | Qarabağ FK             | Qarabağ FK             | Bayer Leverkusen       | Bayer Leverkusen       | 2                      | 2                      | 2                | 2                |                  |                  |  |  |              |              |              |              |  |  |                                    |        |        |        |
|  | Qarabağ FK             | Qarabağ FK             |                        |                        |                        |                        |                  | 2                |                  |                  |  |  |              |              |              |              |  |  |                                    |        |        |        |
|  | Bayer Leverkusen       | Bayer Leverkusen       | 2                      | 3                      |                        |                        |                  |                  |                  |                  |  |  |              |              |              |              |  |  |                                    |        |        |        |
|  | Bayer Leverkusen       | Bayer Leverkusen       | 2                      | 3                      | Bayer Leverkusen       | Bayer Leverkusen       | 2                | 1                |                  |                  |  |  |              |              |              |              |  |  |                                    |        |        |        |
|  |                        |                        |                        |                        | Bayer Leverkusen       | Bayer Leverkusen       | 2                | 1                |                  |                  |  |  |              |              |              |              |  |  |                                    |        |        |        |
|  |                        |                        | West Ham United        | West Ham United        | 0                      | 1                      |                  |                  |                  |                  |  |  |              |              |              |              |  |  |                                    |        |        |        |
|  | SC Fribourg            | SC Fribourg            | West Ham United        | West Ham United        | 0                      | 1                      | 1                | 0                |                  |                  |  |  |              |              |              |              |  |  |                                    |        |        |        |
|  | SC Fribourg            | SC Fribourg            |                        |                        |                        |                        |                  | 0                |                  |                  |  |  |              |              |              |              |  |  |                                    |        |        |        |
|  | West Ham United        | West Ham United        | 0                      | 5                      |                        |                        |                  |                  |                  |                  |  |  |              |              |              |              |  |  |                                    |        |        |        |
|  | West Ham United        | West Ham United        | 0                      | 5                      |                        |                        |                  |                  |                  |                  |  |  |              |              |              |              |  |  |                                    |        |        |        |
|  |                        |                        |                        |                        |                        |                        |                  |                  |                  |                  |  |  |              |              |              |              |  |  |                                    |        |        |        |

## Statistiques

### Classements des buteurs et des passeurs décisifs
Statistiques officielles de l'UEFA, rencontres de la phase qualificative exclues.
| Rang | Buteur                    | Club                   | Buts | Passes | Minutes jouées |
| ---- | ------------------------- | ---------------------- | ---- | ------ | -------------- |
| 1    | Pierre-Emerick Aubameyang | Olympique de Marseille | 10   | 3      | 1030           |
| 2    | Romelu Lukaku             | AS Rome                | 7    | 1      | 1082           |
| 3    | Gianluca Scamacca         | Atalanta Bergame       | 6    | 1      | 697            |
| 4    | João Pedro                | Brighton & Hove Albion | 6    | 0      | 436            |
| 5    | Mohamed Salah             | Liverpool FC           | 5    | 4      | 399            |
| 6    | Victor Boniface           | Bayer Leverkusen       | 5    | 2      | 379            |
| 7    | Viktor Gyökeres           | Sporting CP            | 5    | 2      | 622            |
| 8    | Michael Gregoritsch       | SC Fribourg            | 5    | 1      | 345            |
| 9    | Fótis Ioannídis           | Panathinaïkós          | 5    | 1      | 435            |
| 10   | Darwin Núñez              | Liverpool FC           | 5    | 1      | 459            |

| Rang | Passeur             | Club                   | Passes | Buts | Minutes jouées |
| ---- | ------------------- | ---------------------- | ------ | ---- | -------------- |
| 1    | Jonathan Clauss     | Olympique de Marseille | 6      | 2    | 1004           |
| 2    | Amine Harit         | Olympique de Marseille | 6      | 1    | 1167           |
| 3    | Álex Grimaldo       | Bayer Leverkusen       | 5      | 2    | 836            |
| 4    | Kóstas Fortoúnis    | Olympiakos             | 5      | 1    | 493            |
| 5    | Stephan El Shaarawy | AS Rome                | 5      | 0    | 950            |
| 6    | Mohamed Salah       | Liverpool FC           | 4      | 5    | 399            |
| 7    | Florian Wirtz       | Bayer Leverkusen       | 4      | 4    | 703            |
| 8    | Jarrod Bowen        | West Ham United        | 4      | 1    | 550            |
| 9    | Davide Zappacosta   | Atalanta Bergame       | 4      | 0    | 734            |
| 10   | Harvey Elliott      | Liverpool FC           | 4      | 0    | 744            |

### Joueurs de la semaine
| Journée                    | Joueur                    | Club                   |
| -------------------------- | ------------------------- | ---------------------- |
| Journée 1                  | Ladislav Krejčí           | Sparta Prague          |
| Journée 2                  | Mojmír Chytil             | Slavia Prague          |
| Journée 3                  | Vincenzo Grifo            | SC Fribourg            |
| Journée 4                  | Sascha Horvath            | LASK                   |
| Journée 5                  | Michael Gregoritsch       | SC Fribourg            |
| Journée 6                  | Veljko Birmančević        | Sparta Prague          |
| Barrages aller             | Abdellah Zoubir           | Qarabağ FK             |
| Barrages retour            | Benjamin Bourigeaud       | Stade rennais FC       |
| Huitièmes de finale aller  | Pierre-Emerick Aubameyang | Olympique de Marseille |
| Huitièmes de finale retour | Patrik Schick             | Bayer Leverkusen       |
| Quarts de finale aller     | Gianluca Scamacca         | Atalanta Bergame       |
| Quarts de finale retour    | Berat Djimsiti            | Atalanta Bergame       |
| Demi-finales aller         | Robert Andrich            | Bayer Leverkusen       |
| Demi-finales retour        | Ademola Lookman           | Atalanta Bergame       |
| Finale                     | Ademola Lookman           | Atalanta Bergame       |

### Meilleur joueur et meilleur jeune joueur
Le Gabonais Pierre-Emerick Aubameyang de l'Olympique de Marseille est nommé meilleur joueur de la compétition tandis que l'Allemand Florian Wirtz du Bayer Leverkusen est nommé meilleur jeune joueur.

## Nombres d'équipes par pays et par tour
L'ordre des fédérations est établi suivant le classement UEFA des pays en 2023. Les clubs repêchés de la Ligue des champions apparaissent en italique.
| Association        |       | Barrages         | +   | Phase de groupes                     | +  | Barrages à élimination directe      | Huitièmes de finale             | Quarts de finale              | Demi-finales        | Finale       |
| ------------------ | ----- | ---------------- | --- | ------------------------------------ | -- | ----------------------------------- | ------------------------------- | ----------------------------- | ------------------- | ------------ |
| Angleterre         |       |                  | +3  | 3 Brighton, Liverpool, West Ham      |    |                                     | 3 Brighton, Liverpool, West Ham | 2 Liverpool, West Ham         |                     |              |
| Espagne            |       |                  | +2  | 2 Betis, Villarreal                  |    |                                     | 1 Villarreal                    |                               |                     |              |
| Italie             |       |                  | +2  | 2 Atalanta, AS Rome                  | +1 | 2 AC Milan, AS Rome                 | 3 Atalanta, AC Milan, AS Rome   | 3 Atalanta, AC Milan, AS Rome | 2 Atalanta, AS Rome | 1 Atalanta   |
| Allemagne          |       |                  | +2  | 2 Fribourg, Leverkusen               |    | 1 Fribourg                          | 2 Fribourg, Leverkusen          | 1 Leverkusen                  | 1 Leverkusen        | 1 Leverkusen |
| France             |       |                  | +3  | 3 Marseille, Rennes, Toulouse        | +1 | 4 Lens, Marseille, Rennes, Toulouse | 1 Marseille                     | 1 Marseille                   | 1 Marseille         |              |
| Portugal           |       |                  | +1  | 1 Sporting                           | +2 | 3 Benfica, Braga, Sporting          | 2 Benfica, Sporting             | 1 Benfica                     |                     |              |
| Pays-Bas           |       | 1 Ajax           |     | 1 Ajax                               | +1 | 1 Feyenoord                         |                                 |                               |                     |              |
| Autriche           |       | 1 LASK           | +1  | 2 Graz, LASK                         |    |                                     |                                 |                               |                     |              |
| Écosse             |       | 1 Aberdeen       | +1  | 1 Rangers                            |    |                                     | 1 Rangers                       |                               |                     |              |
| Serbie             |       | 1 Čukarički      | +1  | 1 Bačka Topola                       |    |                                     |                                 |                               |                     |              |
| Ukraine            |       | 1 Louhansk       |     |                                      | +1 | 1 Donetsk                           |                                 |                               |                     |              |
| Belgique           |       | 1 Union SG       |     | 1 Union SG                           |    |                                     |                                 |                               |                     |              |
| Suisse             |       | 1 Lugano         | +1  | 1 Servette                           | +1 | 1 Young Boys                        |                                 |                               |                     |              |
| Grèce              |       | 1 Olympiakos     | +2  | 3 Athènes, Olympiakos, Panathinaïkós |    |                                     |                                 |                               |                     |              |
| Rép.tchèque        |       | 2 Slavia, Sparta |     | 2 Slavia, Sparta                     |    | 1 Sparta                            | 2 Slavia, Sparta                |                               |                     |              |
| Norvège            |       |                  | +1  | 1 Molde                              |    |                                     |                                 |                               |                     |              |
| Croatie            |       | 1 Zagreb         |     |                                      |    |                                     |                                 |                               |                     |              |
| Turquie            |       |                  |     |                                      | +1 | 1 Galatasaray                       |                                 |                               |                     |              |
| Chypre             |       | 1 Limassol       |     | 1 Limassol                           |    |                                     |                                 |                               |                     |              |
| Israël             |       |                  | +1  | 1 Haïfa                              |    |                                     |                                 |                               |                     |              |
| Suède              |       | 1 Häcken         |     | 1 Häcken                             |    |                                     |                                 |                               |                     |              |
| Bulgarie           |       | 1 Ludogorets     |     |                                      |    |                                     |                                 |                               |                     |              |
| Azerbaïdjan        |       | 1 Qarabağ        |     | 1 Qarabağ                            |    | 1 Qarabağ                           | 1 Qarabağ                       |                               |                     |              |
| Pologne            |       |                  | +1  | 1 Częstochowa                        |    |                                     |                                 |                               |                     |              |
| Slovaquie          |       | 1 Bratislava     |     |                                      |    |                                     |                                 |                               |                     |              |
| Slovénie           |       | 1 Ljubljana      |     |                                      |    |                                     |                                 |                               |                     |              |
| Moldavie           |       | 1 Tiraspol       |     | 1 Tiraspol                           |    |                                     |                                 |                               |                     |              |
| Bosnie-Herzégovine |       | 1 Mostar         |     |                                      |    |                                     |                                 |                               |                     |              |
| Îles Féroé         |       | 1 Klaksvík       |     |                                      |    |                                     |                                 |                               |                     |              |
| Total              | Total | 20               | +22 | 32                                   | +8 | 16                                  | 16                              | 8                             | 4                   | 2            |